# Port Poetycki
Port Poetycki – festiwal poetycki, który odbywa się w Chorzowie od 2009 (w latach 2009–2010 trzy razy w roku, w latach 2011–2012 dwa razy w roku, a od 2013 raz w roku). W ramach festiwalu odbywają się spotkania poetyckie oraz organizowane są warsztaty poetyckie, koncerty muzyczne, targi książki poetyckiej, wystawy plastyczne i fotograficzne. Organizatorami festiwalu są Barbara Janas-Dudek i Jacek Dudek (pomysłodawcy tego przedsięwzięcia) oraz Urząd Miasta Chorzów, Kompleks Dobrego Smaku Sztygarka, Tomasz Pietrzak, Agnieszka Czyżewska, Małgorzata Południak (2014-2017), Włodzimierz Szymczewski, Sabina Waszut i Mariusz Czajka. Wśród wielu partnerów festiwalu są m.in. Chorzowskie Centrum Kultury, Smak Książki, Telewizja Silesia, ArtPapier, miesięcznik Śląsk.
Port Poetycki jest także organizatorem Turnieju Jednego Wiersza im. Barbary Dziekańskiej oraz współorganizatorem Ogólnopolskiego Konkursu Literackiego im. Marka Hłaski i Ogólnopolskiego Konkursu Literackiego „Okno”.

## XIX edycja, wrzesień 2021
- goście główni: Konrad Góra, Ewa Jarocka, Mirosław Orzechowski
- magazyn wierszy: 51 poetów
- poetycki Hyde Park: 29 poetów
- prezentacje autorów wydawnictw: Fundacja Duży Format (Bożena Boba-Dyga, Aleksander Wierny), Wydawnictwo Anagram (Joanna Wicherkiewicz, Małgorzata Anna Bobak-Końcowa, Adriana Jarosz), Fundacja Otwartych Na Twórczość FONT (Anna Tlałka, Mariusz S. Kusion, Ola Fudalej), K.I.T Stowarzyszenie Żywych Poetów (Paweł Lekszycki, Marzena Jaworska, Karolina Kułakowska, Ryszard Chłopek), Dom Literatury w Łodzi (Lucyna Skompska)
- koncert: Max Bravura
- wernisaż: Agata Cichy

## edycja Online, czerwiec 2020
- goście główni: Joanna Mueller, Marta Podgórnik, Jakub Pszoniak
- fala poetów: 39 poetów
- magazyn wierszy: 44 poetów
- poetycki Hyde Park: 38 poetów
- prezentacja wydawnictw: Fundacja Duży Format, Instytut Mikołowski, Zaułek Wydawniczy Pomyłka, K.I.T Stowarzyszenie Żywych Poetów, WBPiCAK, Dom Literatury w Łodzi, Oficyna Wydawnicza Fundacji Otwartych Na Twórczość
- wernisaż: Barbara Trzybulska

## XVII edycja, maj/czerwiec 2019[1][2]
- goście główni: Julia Fiedorczuk, Anna Adamowicz, Robert Rybicki, Jakub Sajkowski
- magazyn wierszy: 41 poetów
- poetycki Hyde Park: 53 poetów
- sztalugarnia: Sylwia Dwornicka (malarstwo)
- koncert: Joanna Vorbrodt z zespołem

- warsztaty poetyckie: Julia Fiedorczuk

- wystawcy na Targach Książki Poetyckiej: Instytut Mikołowski, Dom Literatury w Łodzi, Fundacja Otwartych na Twórczość Font, Zaułek Wydawniczy Pomyłka
- spotkania z poetami i wydawcami: Dom Literatury w Łodzi (Rafał Gawin, Klaudia Wiercigroch-Woźniak, Tytus Żalgirdas, Marcin Badura), Faktoria i okolice (Marzena Orczyk-Wiczkowska, Radosław Wiśniewski, Ryszard Chłopek, Aleksander Wierny)

## XVI edycja, czerwiec 2018[3][4]
- goście główni: Jacek Dehnel, Genowefa Jakubowska-Fijałkowska, Marcin Zegadło, Katarzyna Zwolska-Płusa
- magazyn wierszy: 53 poetów
- poetycki Hyde Park: 46 poetów
- sztalugarnia: Agnieszka Czyżewska
- koncert: Wojciech Skibiński i Krzysztof Taraszko
- warsztaty poetyckie: Mirka Szychowiak i Jerzy Suchanek
- spotkania z poetami i wydawcami: Magdalena Koperska, Rafał T. Czachorowski, Wydawnictwo Anagram (Grzegorz Ostrowski, Maja Jaszewska, Marek Wołyński, Ewa Solska), Fundacja Duży Format (Mirka Szychowiak, Karina Stempel, Julia Niedziejko, Jarosław Jabrzemski)

## XV edycja, czerwiec 2017[5][6]
- goście główni: Bianka Rolando, Bogdan Prejs, Anna Maria Wierzchucka, Tomasz Pietrzak
- magazyn wierszy: 29 poetów
- poetycki Hyde Park: 45 poetów
- sztalugarnia: Ewa Kantorczyk i Barbara Trzybulska
- koncert: Joanna Trzepiecińska
- warsztaty poetyckie: Bianka Rolando
- warsztaty plastyczne: Barbara Trzybulska
- wieczór haiku: prowadzenie – Zuzanna Truchlewska i Robert Kania

## XIV edycja, maj 2016[7]
- goście główni: Wojciech Kass, Ewa Parma, Marcin Orliński
- magazyn wierszy: 33 poetów
- poetycki Hyde Park: 36 poetów
- sztalugarnia: Karolina Kułakowska
- koncert: Szymon Babuchowski z zespołem Dobre Ludzie
- warsztaty poetyckie: Wojciech Kass
- warsztaty plastyczne: Barbara Trzybulska
- dialog poetycki: Wojciech Kass i Małgorzata Południak

## XIII edycja, czerwiec 2015[8]
- goście główni: Ewa Olejarz, Rafał Różewicz, Julia Szychowiak, Bogdan Zdanowicz
- magazyn wierszy: 29 poetów
- poetycki Hyde Park: 34 poetów
- sztalugarnia: Marzena Ablewska-Lech
- koncert: Joanna Vorbrodt z zespołem
- warszaty poetyckie: Bogdan Zdanowicz

## XII edycja, czerwiec 2014[9]
- goście główni: Radosław Kobierski, Paweł Kobylewski, Marzena Orczyk-Wiczkowska, Jerzy Suchanek
- magazyn wierszy: 28 poetów
- poetycki Hyde Park: 29 poetów
- sztalugarnia: Anna Wołoch (fotografia), Barbara Trzybulska (prace przestrzenne)
- koncert: Joanna Vorbrodt z zespołem
- warsztaty poetyckie: Jerzy Suchanek

## XI edycja, czerwiec 2013[10]
- goście główni: Justyna Bargielska, Ewa Świąc, Bartosz Wiczkowski, Ilona Witkowska, Leszek Żuliński
- magazyn wierszy: 25 poetów
- noc poezji: 37 poetów
- sztalugarnia: Katarzyna Tchórz (malarstwo), Paweł Szałankiewicz (fotografia)
- koncert: Zespół Staszka
- warsztaty poetyckie: Justyna Bargielska

## X edycja, listopad 2012[11][12]
- goście główni: Marta Fox, Magdalena Gałkowska, Dawid Jung, Teresa Radziewicz, Karol Samsel
- prezentacje poetyckie: 58 poetów
- wernisaż: Piotr Król i Marzena Naliwajko (malarstwo) oraz Maria Kuczara (fotografia)
- koncert: Joanna Vorbrodt
- warsztaty poetyckie: Leszek Żuliński

## IX edycja, czerwiec 2012[13]
- goście główni: Mirka Szychowiak, Dorota Surdyk, Małgorzata Południak, Jacek Kukorowski, Kacper Płusa, Andrzej Walter
- prezentacje poetyckie: 38 poetów
- wernisaż: Piotr Mosur (malarstwo), Beata Patrycja Klary (fotografia)
- koncert: zespół Toonel
- warsztaty poetyckie: Maciej Szczawiński
- monodram Zakład Pracy Chronionej Barbary Janas-Dudek w wykonaniu autorki

## VIII edycja, listopad 2011[14]
- goście główni: Jan Baron, Łukasz Gamrot, Barbara Gruszka-Zych, Roma Jegor, Izabela Wageman
- wernisaż: Anna Dudek
- koncert: zespół Toonel

## VII edycja, czerwiec 2011[15]
- goście główni: Danuta Perier-Berska, Krzysztof Tomanek, Beata Patrycja Klary, Gabriela Szubstarska, Marta Jurkowska
- prezentacje poetyckie: 24 poetów
- wernisaż: Kornelia Chojnacka
- koncert: Przystanek Na Żądanie

## VI edycja, listopad 2010[16]
- goście główni: Barbara Dziekańska, Izabela Fietkiewicz-Paszek, Cezary Sikorski, Teresa Rudowicz, Natalia Zalesińska, Agnieszka Marek
- prezentacje poetyckie: 20 poetów
- wernisaż: Stanisław Łakomy
- koncert: Janusz Sorichta i Szandor Gog

## V edycja, czerwiec 2010[16]
- goście główni: Sławomir Matusz, Katarzyna Zając, Hanna Dikta, Joanna Szołtysek, Weronika Górska, Dawid Koteja, Łukasz Waga, Łucja Dudzińska
- prezentacje poetyckie: 13 poetów
- wernisaż: Anna Grygierek
- koncert: Przystanek Na Żądanie

## IV edycja, marzec 2010[16]
- goście główni: Bożena Boba-Dyga, Krystian Gałuszka, Bogumiła Jęcek, Katarzyna Macios, Jan Mięciuk, Beata Podsiadły
- prezentacje poetyckie: 11 poetów
- wernisaż: Renata Banik
- koncert: Przystanek Na Żądanie

## III edycja, listopad 2009[16]
- goście główni: Majka Łokaj, Jacek Sojan, Aleksandra Słowik, Elżbieta Brygida Prażmo, Grzegorz Derner, Karolina Kułakowska
- prezentacje poetyckie: 10 poetów
- wernisaż: Katarzyna Macios
- koncert: Małe Ważne Sprawy

## II edycja, czerwiec 2009[16]
- goście główni: Marta Bociek, Mirosława Pajewska, Beata Bigos, Zenon Dytko, Joanna Proszowska-Starkowska
- prezentacje poetyckie: 4 poetów
- wernisaż: Michał Dudek
- koncert: Przystanek Na Żądanie

## I edycja, kwiecień 2009[16]
- goście główni: Michał Krzywak, Barbara Janas-Dudek, Jacek Dudek, Maciej Talik, Piotr Pilarski, Adam Maria, Agata Lebek, Mateusz Dawiec, Marcin Rokosz, Włodzimierz Szymczewski
- wernisaż: Grzegorz Ulman
- koncert: Przystanek Na Żądanie